# Amt Beetzsee
Urząd Beetzsee (niem. Amt Beetzsee) – urząd w Niemczech, leżący w kraju związkowym Brandenburgia, w powiecie Potsdam-Mittelmark. Siedziba urzędu znajduje się w miejscowości Beetzsee.
W skład urzędu wchodzi pięć gmin:
1. Beetzsee
2. Beetzseeheide
3. Havelsee
4. Päwesin
5. Roskow